# جي. باتريك ميرفي
جي. باتريك ميرفي (بالإنجليزية: G. Patrick Murphy)‏ هو محامي وقاضي أمريكي، ولد في 1948 في كاربوندال في الولايات المتحدة.